# Polyplectropus banksianus
Polyplectropus banksianus is een schietmot uit de
familie Polycentropodidae. De soort komt voor in het Neotropisch gebied.